# Rzepin
Rzepin (niem. Reppen) – miasto w woj. lubuskim, w powiecie słubickim, siedziba gminy miejsko-wiejskiej Rzepin.
Rzepin uzyskał lokację miejską przed 1329 rokiem.

## Geografia
Położenie

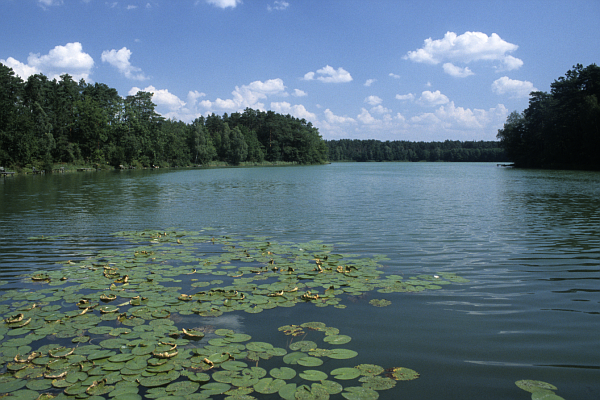
Jezioro Rzepsko

Miasto położone przy drodze krajowej nr 92, w odległości 21 km od Słubic, 66 km od Gorzowa Wlkp., 85 km od Zielonej Góry, 170 km od Szczecina, 150 km od Poznania, 250 km od Wrocławia i 450 km od Warszawy. Przez Rzepin przebiega autostrada A2. Leży na terenie ziemi lubuskiej w zachodniej części Pojezierza Lubuskiego na terenie Równiny Torzymskiej (315.43), w polodowcowej dolinie o południkowym przebiegu.
Rzepin leży w historycznej ziemi lubuskiej, w regionie określanym jako ziemia torzymska.
W latach 1975–1998 miasto administracyjnie należało do woj. gorzowskiego.
Części miasta: Dolne Miasto (Stare Miasto), Górne Miasto (Nowe Miasto), Zatorze (Elizy Orzeszkowej), os. Sikorskiego oraz os. Kilińskiego. Do strefy podmiejskiej zalicza się Rzepinek i Starościn (dawniej Polska Wola).
Wody
Przez miasto przepływa rzeka Ilanka, prawobrzeżny dopływ Odry, która poniżej miasta na Nowym Młynie przyjmuje dopływ Rzepię.
W okolicy miasta znajdują się liczne jeziora polodowcowe, m.in.: Busko, Długie – kąpielisko miejskie, Głębiniec, Linie, Lubińskie, Oczko, Popienko, Rzepsko.

## Nazwa miasta
Geneza nazwy miasta na gruncie języków słowiańskich nie budzi wątpliwości. Berghaus w 1856 roku badał pochodzenie nazwy od słów: repina – ludowa nazwa klonu, rjepa – rzepa lub też rjepnik – pole porośnięte rzepą; Mucke uważał, że może być to nazwa pochodząca od słowa ryby – Rybin, Rybek, Rybno – osada rybaków (miasto położone nad rzeką). Współczesna etymologia polska (Rospond, Rymut, Malec) jednoznacznie opowiada się za pochodzeniem nazwy od przezwiska Rzepa lub rośliny rzepy.
Po II wojnie światowej miasto przez krótki okres nosiło nazwę „Rypin Lubuski”. Nazwa Rzepin została wprowadzona rozporządzeniem Ministra Administracji Publicznej i Ziem Odzyskanych z dnia 7 maja 1946 roku.

## Historia miasta

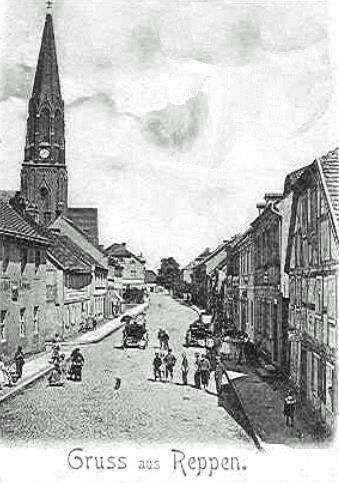
Rynek i kościół w Rzepinie (ok. 1900 r.)

Miasto powstało w miejscu X-wiecznego grodu i rzemieślniczego podgrodzia zlokalizowanego przy miejscu dogodnej przeprawy przez Ilankę. Najstarsza wzmianka o Rzepinie pochodzi z 1297 roku – w tym czasie żył bowiem pleban de Repin – Iacobus Craft – i jego obecność została odnotowana podczas uroczystości nadawania wsi Wystok paradyskiemu klasztorowi.
Rzepin zawsze związany był z ziemią torzymską (ziemią lubuską), która do 1249 roku należała do książąt śląskich. W drugiej połowie XIII wieku została odstąpiona przez arcybiskupów magdeburskich margrabiom brandenburskim. Od tego czasu losy Rzepina były burzliwe: był wielokrotnie sprzedawany, a ziemie należące do miasta konfiskowane. Dawny Rzepin był miastem rzemieślniczym, istniały tu cechy sukienników, rzeźników, piekarzy i szewców, w mieście działał młyn wodny, wielkim przywilejem Rzepina było rybołówstwa oraz browarnictwo. Rozwój miasta powodowany zaradnością oraz walecznością mieszkańców miasta był niestety hamowany przez różne plagi, klęski i epidemie jakie dotykały Rzepin oraz liczne pożary, a szczególnie jeden, w którym spłonął zabytkowy ratusz.
Średniowieczne miasto posiadało kształt zbliżony do prostokąta 300 × 400 m. Podłużnie i poprzecznie przecinały miasto po trzy równoległe ulice, wyodrębniające średniowieczny rynek. Najstarszy plan Rzepina pochodzi z 1725 roku i został sporządzony przez Eichlera.
Stare miasto zwartą zabudową jest na prawym brzegu Ilanki, a z pozostałych stron otoczone było rowem (fosą miejską), później zasypanym ze względu na niekorzystny wpływ wilgotnego mikroklimatu – na jego miejscu obecnie istnieją alejki spacerowe.

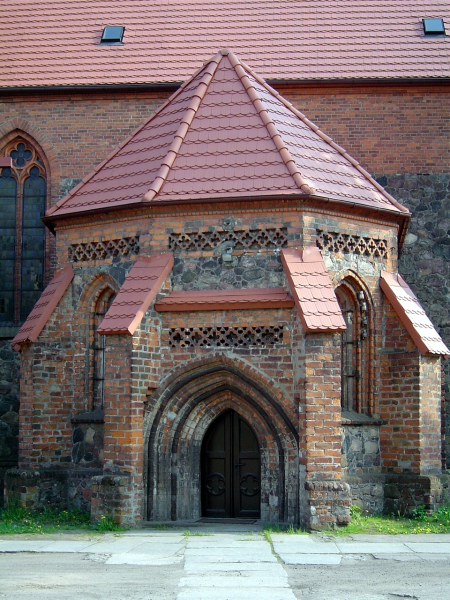
Kaplica gotycka przy kościele pw. NSPJ

W XIV i XV wieku miasto określano przymiotnikiem „nowy”, co może świadczyć o nowej lokalizacji miasta lub o nowych prawach miejskich: 28 lipca 1329 r. – Newen Reppin, 1335 r. – Nyen Rypin, 1441 r. – Nyen Reppen. Być może gród został przeniesiony w bardziej dogodne miejsce, ponieważ nad Ilanką między Tarnawą Rzepińską a Starościnem zachowało się wcześniejsze grodzisko. W literaturze niemieckiej spotykamy: Reppin, Reppen; natomiast w polskiej: Rypin lub Rzepin. W 1437 roku pojawiła się jeden raz nazwa Stat Kleynen Reppin, ale próba nazwania miasta „małym” nie przyjęła się. Od połowy XV wieku nazwa miejscowości pisana jest bez przymiotnika. Przez krótki okres po wojnie miasto nazwano Rypin Lubuski względnie Rypin, a pod koniec lat 40. używana była już obecna forma.
Po wojnie Rzepin był również miastem powiatowym (powiat rzepiński z siedzibą w Słubicach).
Krótka historia miasta w datach 1850–1945:
- 1869 – budowa linii kolejowej Frankfurt nad Odrą – Rzepin – Poznań
- 1875 – budowa linii kolejowej Szczecin – Rzepin – Głogów
- 1881 – budowa szpitala Fundacji Richtera (nieistniejący budynek przy ul. Słubickiej)
- 1890 – budowa linii kolejowej Rzepin – Ośno Lubuskie – Sulęcin – Międzyrzecz
- 1904 – Rzepin zostaje siedzibą powiatu rzepińskiego
- 1911–1913 – budowa nowych szkół podstawowej i średniej
- 1926 – powstanie i parcelacja nowych terenów osadniczych przy Drenziger Weg (obecnie ul. Słowackiego)
- 1927 – powstanie nowego kąpieliska miejskiego i placu sportowego nad jez. Długie
- 1929 – budowa nowej poczty miejskiej (obecnie przy ul. Wojska Polskiego)
- 1939 – według spisu powszechnego z 17 maja miasto liczyło 6442 mieszkańców, obszar miasta wynosił 2610,6 ha
- 1945 – w dniach 1–2 lutego o zdobycie miasta walczył przeciw Niemcom 11 Korpus Pancerny z 1 Frontu Białoruskiego[14]; 2 lutego o 3:00 miejscowość została zdobyta, przechodzący tędy mężczyźni-uchodźcy rozstrzelani przez żołnierzy 19 Armii, a kobiety zgwałcone[15]; następnie miasto przekazano administracji polskiej; wysiedlenie dotychczasowej ludności miasta

## Zabytki i atrakcje turystyczne

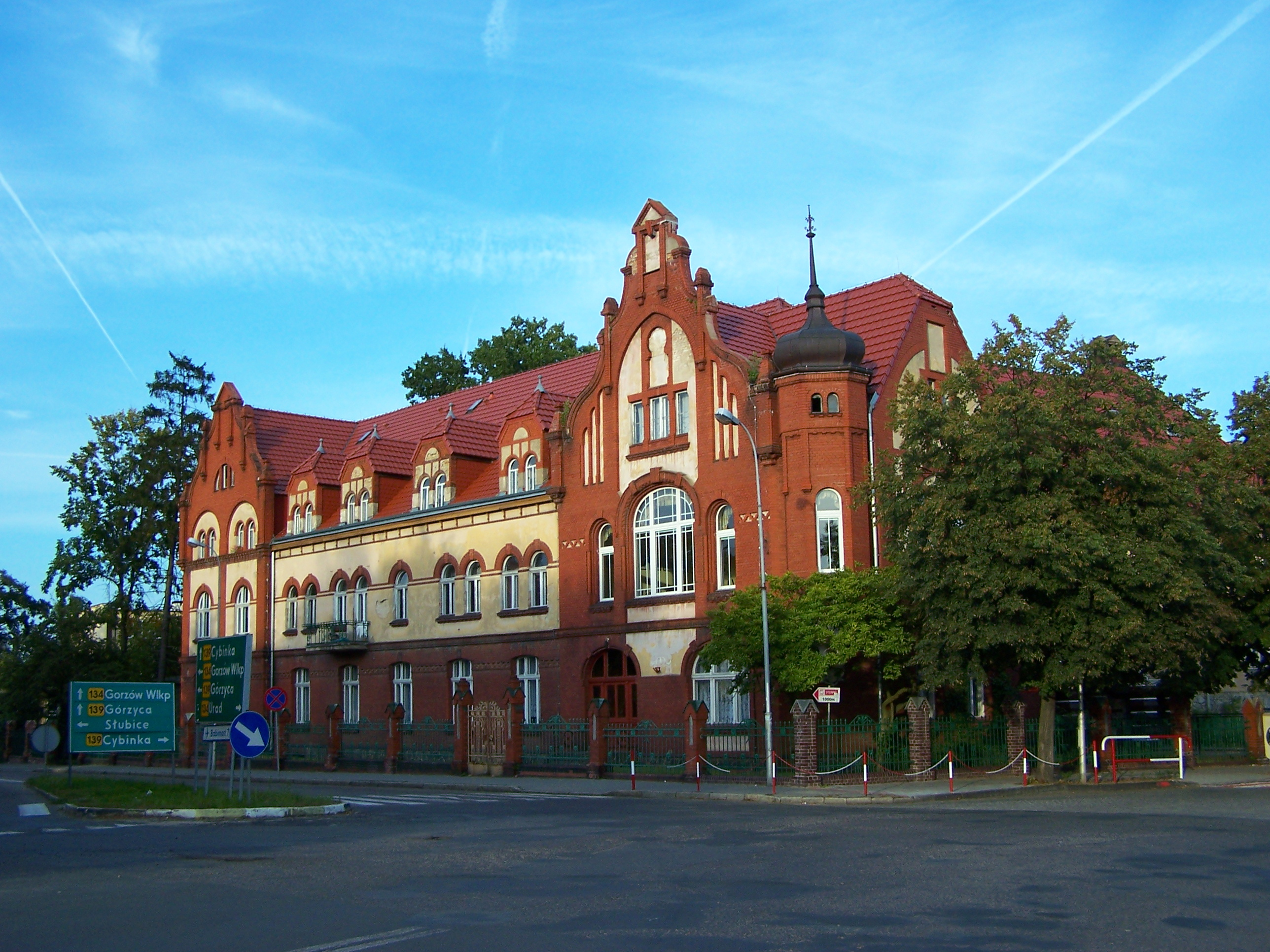
Budynek Liceum Ogólnokształcącego

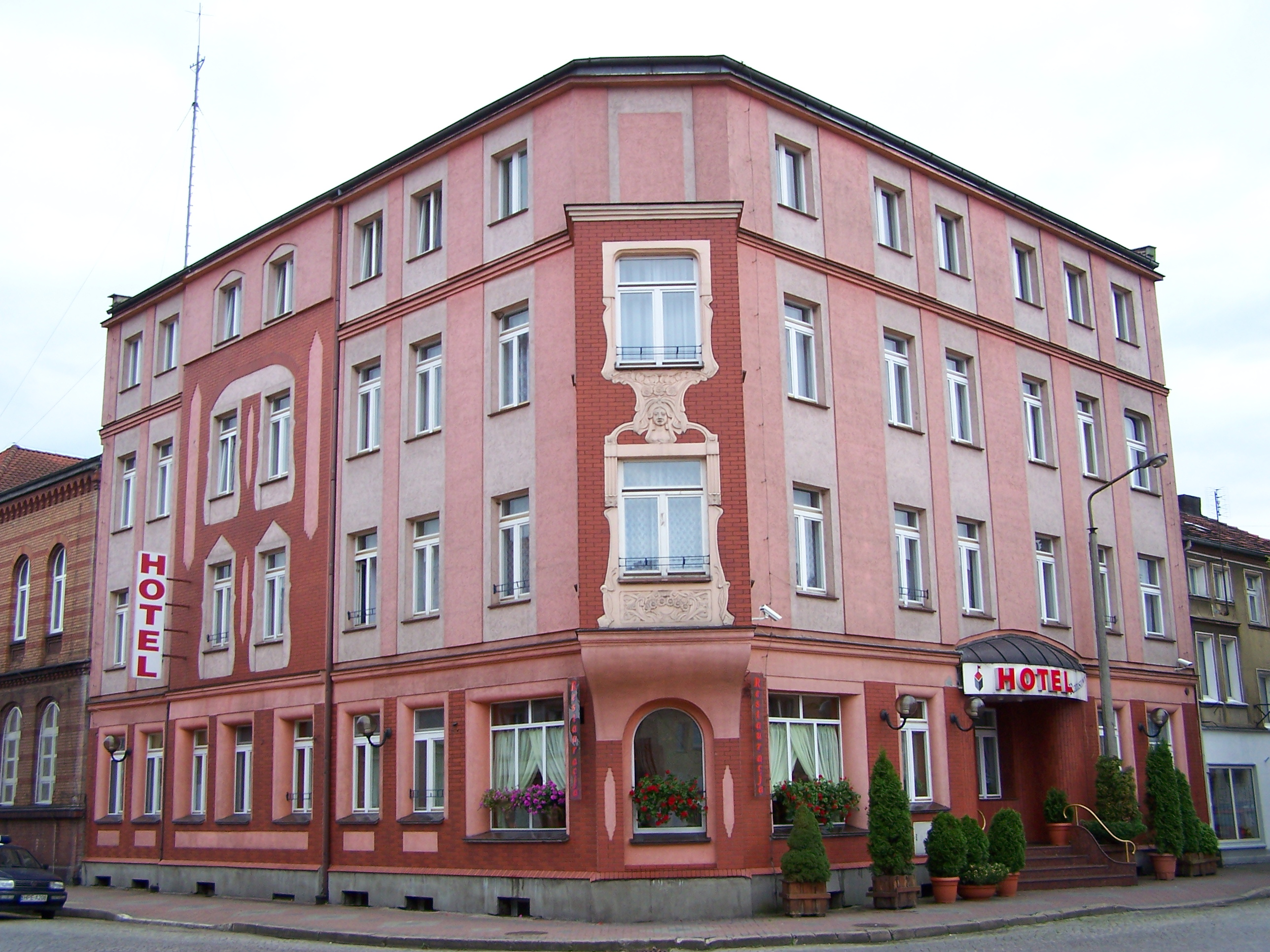
Budynek hotelu Kaliski w Rzepinie

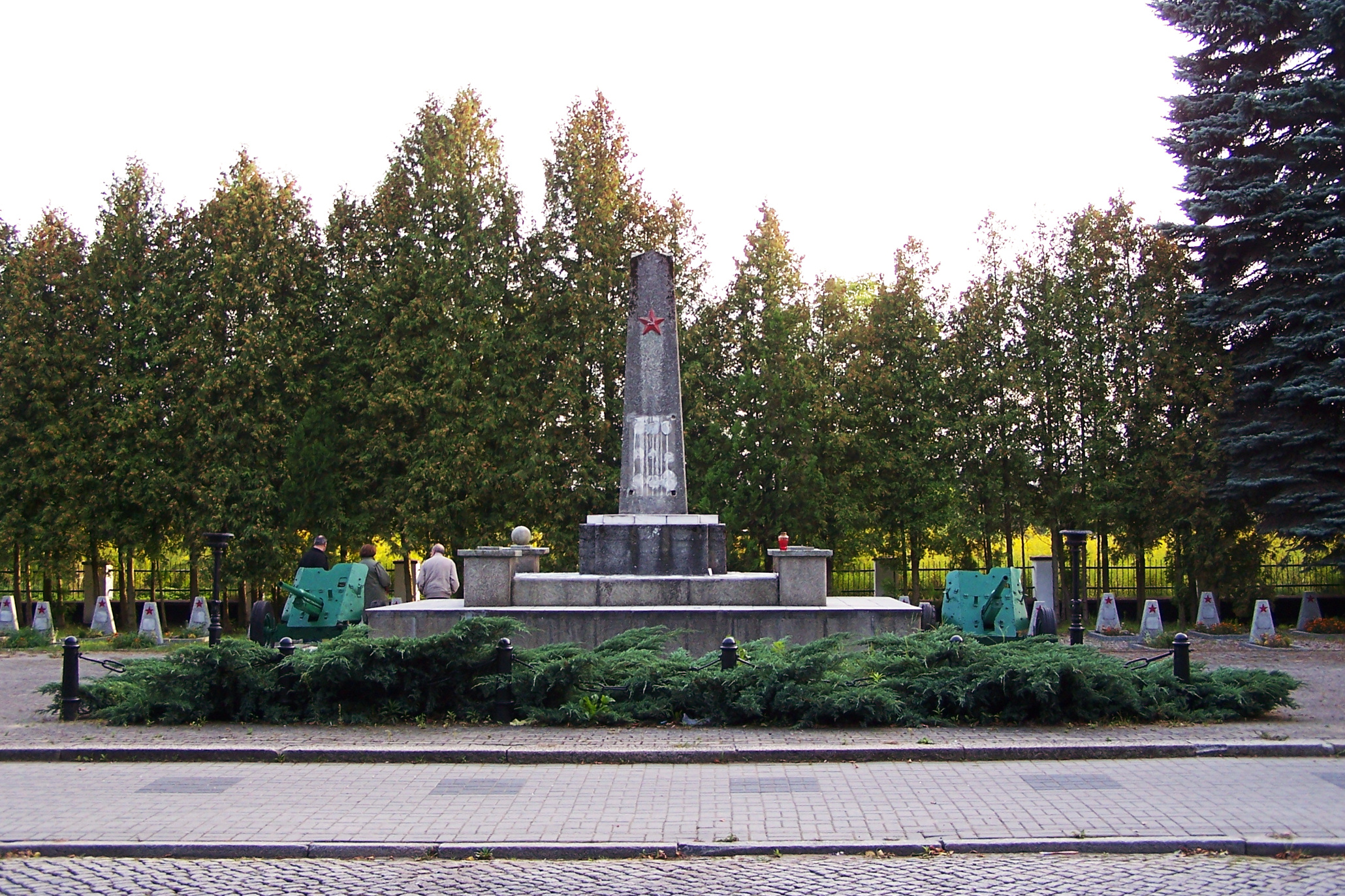
Cmentarz żołnierzy sowieckich

Do wojewódzkiego rejestru zabytków wpisane są:
- kościół parafialny pod wezwaniem św. Katarzyny, obecnie pod wezwaniem Najświętszego Serca Pana Jezusa, wzniesiony około połowy XIII wieku w stylu późnoromańskim, XIV wieku, przebudowany w 1878 w stylu neogotyckim, dobudowano wtedy również wieżę dzwonniczą. Ze starej świątyni pozostały kamienne mury południowej i północnej elewacji oraz prezbiterium wraz z charakterystyczną trójką okien; od strony północnej do kościoła przylega gotycka ceglana kaplica z XV wieku z ostrołukowym portalem i o sklepieniu krzyżowo-żebrowym[17]; 19-głosowe organy z 1879 r.; obecnie kościół parafialny, znajduje się w centrum miasta przy pl. Kościelnym
- dwór w Rzepinie – klasycystyczny, wzniesiony w XVIII wieku; obecnie przy ul. Słubickiej 12

inne zabytki:
- ratusz miejski – gmach wzniesiony w 1833 roku, znacznie zniszczony podczas wojny, odbudowany w latach 1950–1960
- budynek Szkoły Podstawowej z początku XX wieku
- budynek Liceum Ogólnokształcącego z początku XX wieku
- pałacyk przy ul. Poznańskiej 26 z początku XX wieku, zwany „Czekoladową Willą”
- budynek dworca kolejowego z XIX wieku
- kamienice z XIX oraz początku XX wieku, m.in. hotel Kaliski
- młyn wodny – z początku XIX wieku, obecnie napędzany turbiną elektryczną.
- dąb „Piast” – pomnik przyrody, dąb szypułkowy o 613 cm obwodu i 20 m wysokości (wiek ok. 700 lat), znajduje się na terenie osady Liszki ok. 3 km na południe od miasta
- ścieżka ekologiczna „Bobrowym Szlakiem” – na rzeczce Rzepia przy jej ujściu do Ilanki, początek przy leśniczówce w osadzie Nowy Młyn
- cmentarz żydowski

## Demografia

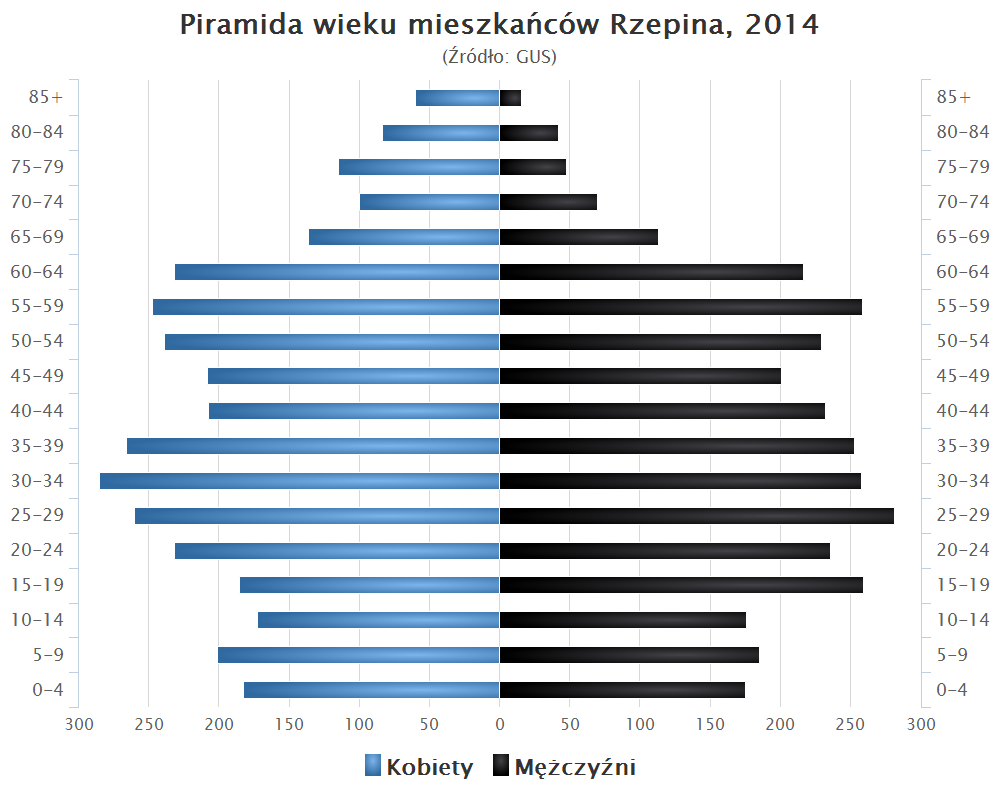
Piramida wieku mieszkańców Rzepina w 2014 roku

Źródło:

## Gospodarka
W 1991 roku na terenie byłej betoniarni użytkowanej przez firmę meblową „Karat” powstała fabryka mebli tapicerowanych „Steinpol Meble” należąca do koncernu Steinhoff International Holdings. Jest to obecnie największy zakład pracy w mieście zatrudniający 738 pracowników w 2010 roku.
Inne zakłady w Rzepinie to m.in. mleczarnia oraz producent wód mineralnych „Rzepinianka”. Prócz tego w mieście istnieje Kostrzyńsko-Słubicka Specjalna Strefa Ekonomiczna.
Swoją siedzibę miał tu Lubuski Kombinat Rolny.

## Transport

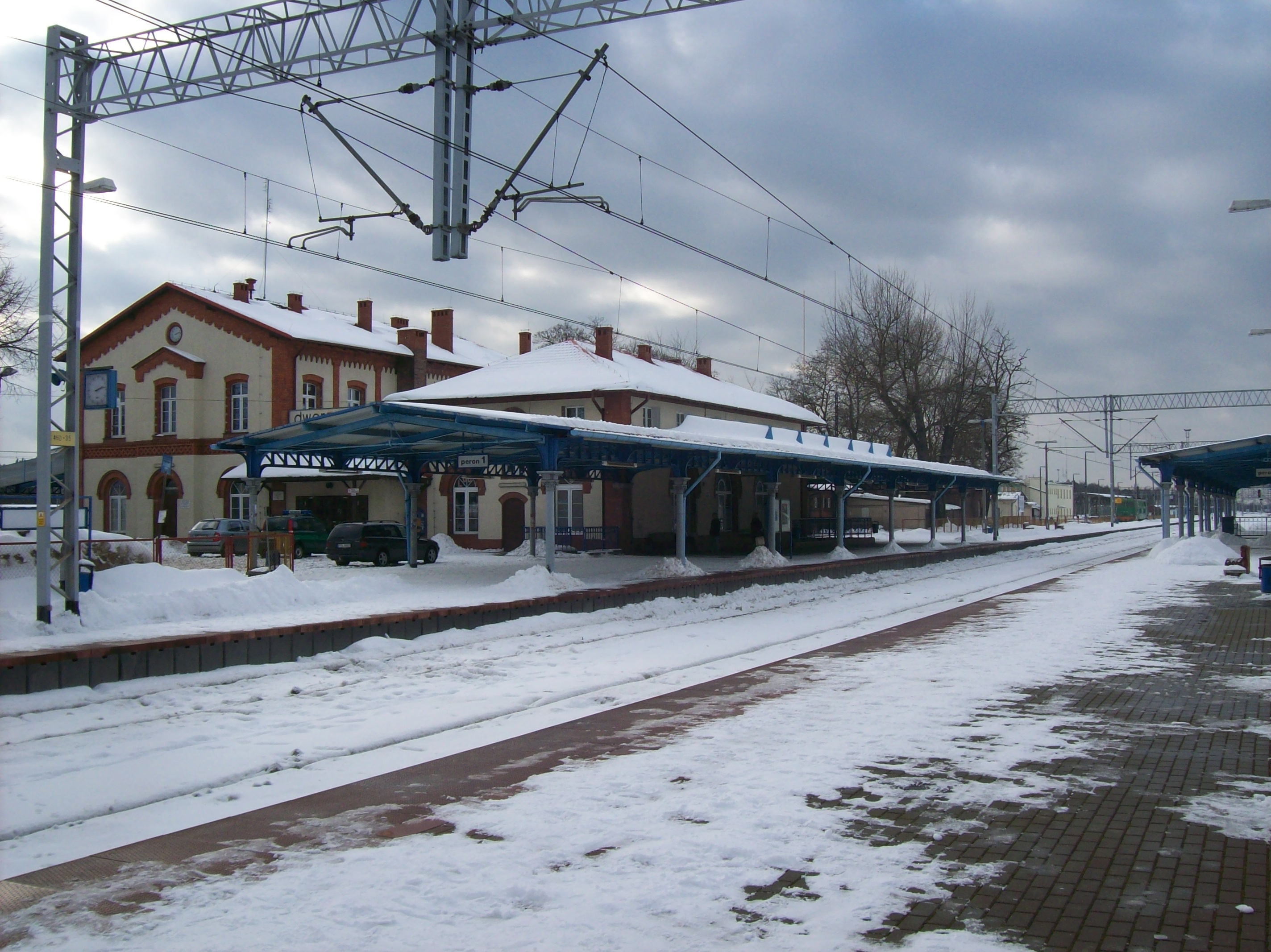
Stacja kolejowa Rzepin

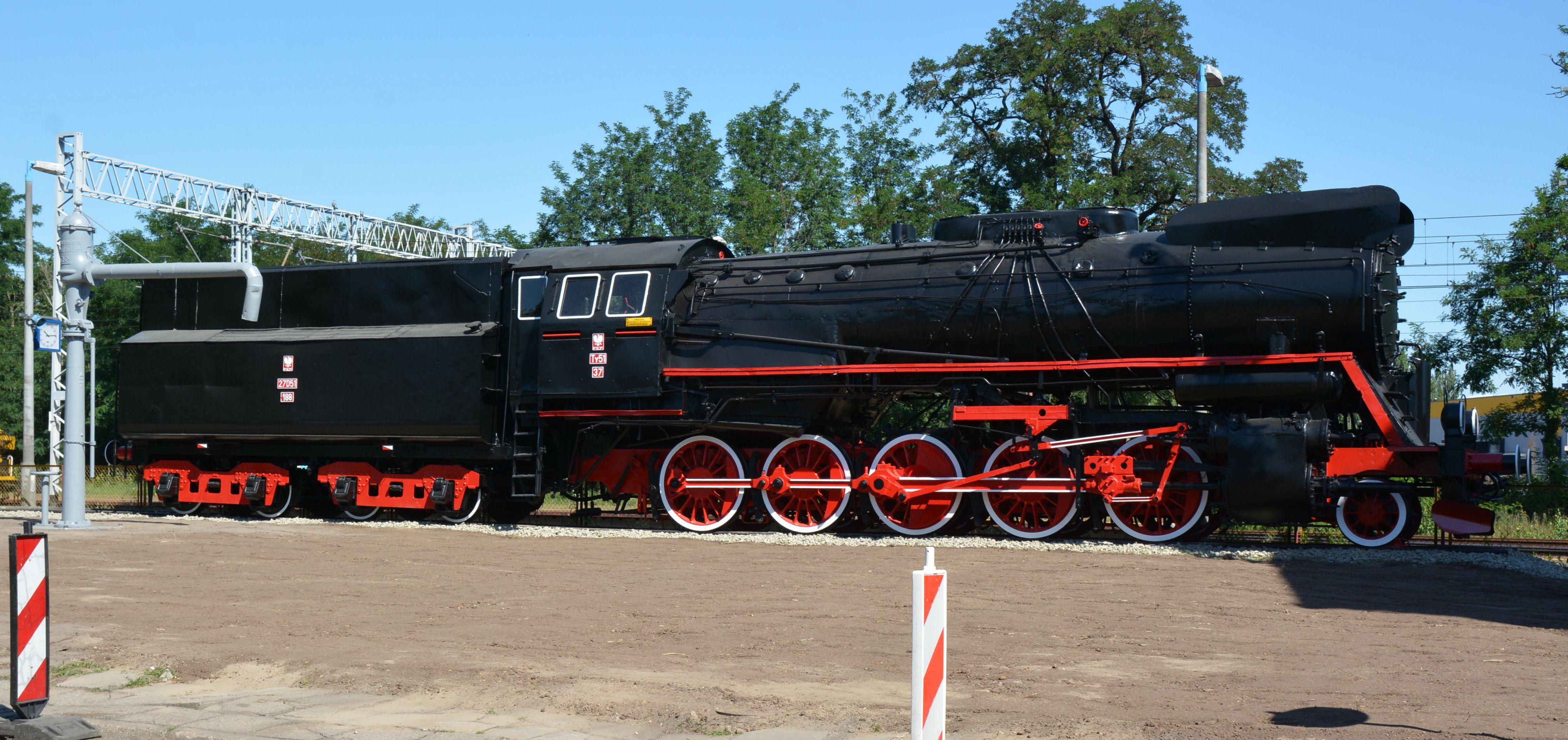
Zabytkowa lokomotywa parowa Ty51 na stacji w Rzepinie – pomnik

### Transport drogowy
W obrębie miasta przebiegają drogi:
- autostrada A2: Świecko/Słubice – Rzepin – Świebodzin – Nowy Tomyśl – Poznań – Konin – Łódź – Łowicz – Warszawa
- droga krajowa nr 92: Rzepin – Torzym – Świebodzin – Nowy Tomyśl – Poznań – Konin – Kutno – Łowicz – Sochaczew – Warszawa
- droga wojewódzka nr 134: Urad – Rzepin – Ośno Lubuskie – Radachów – droga krajowa nr 22
- droga wojewódzka nr 139: Górzyca – Kowalów – Rzepin – Gądków Wielki – Debrznica

### Transport kolejowy
W mieście znajduje się stacja kolejowa Rzepin przez którą przebiega linia kolejowa nr 3 łącząca Warszawę z Frankfurtem nad Odrą, linia kolejowa nr 273 „Nadodrzanka” łącząca Wrocław ze Szczecinem oraz Linia kolejowa nr 364 łącząca Rzepin z Międzyrzeczem oraz Wierzbnem. Miasto jest ważnym węzłem kolejowym.

## Oświata
- Zespół Szkół w Rzepinie:
  - Szkoła Podstawowa nr 1 im. H. Sienkiewicza z Oddziałami Integracyjnymi
  - Liceum Ogólnokształcące im. S. Staszica
- Zespół Szkół Leśnych w Starościnie (Od niedawna Technikum Leśne w Starościnie im. prof. Jana Miklaszewskiego)

## Kultura
W mieście działa Miejski Dom Kultury działający od stycznia 2005 roku. Przy MDK działa również Kino „Chrobry”.

## Wspólnoty wyznaniowe
- Kościół rzymskokatolicki

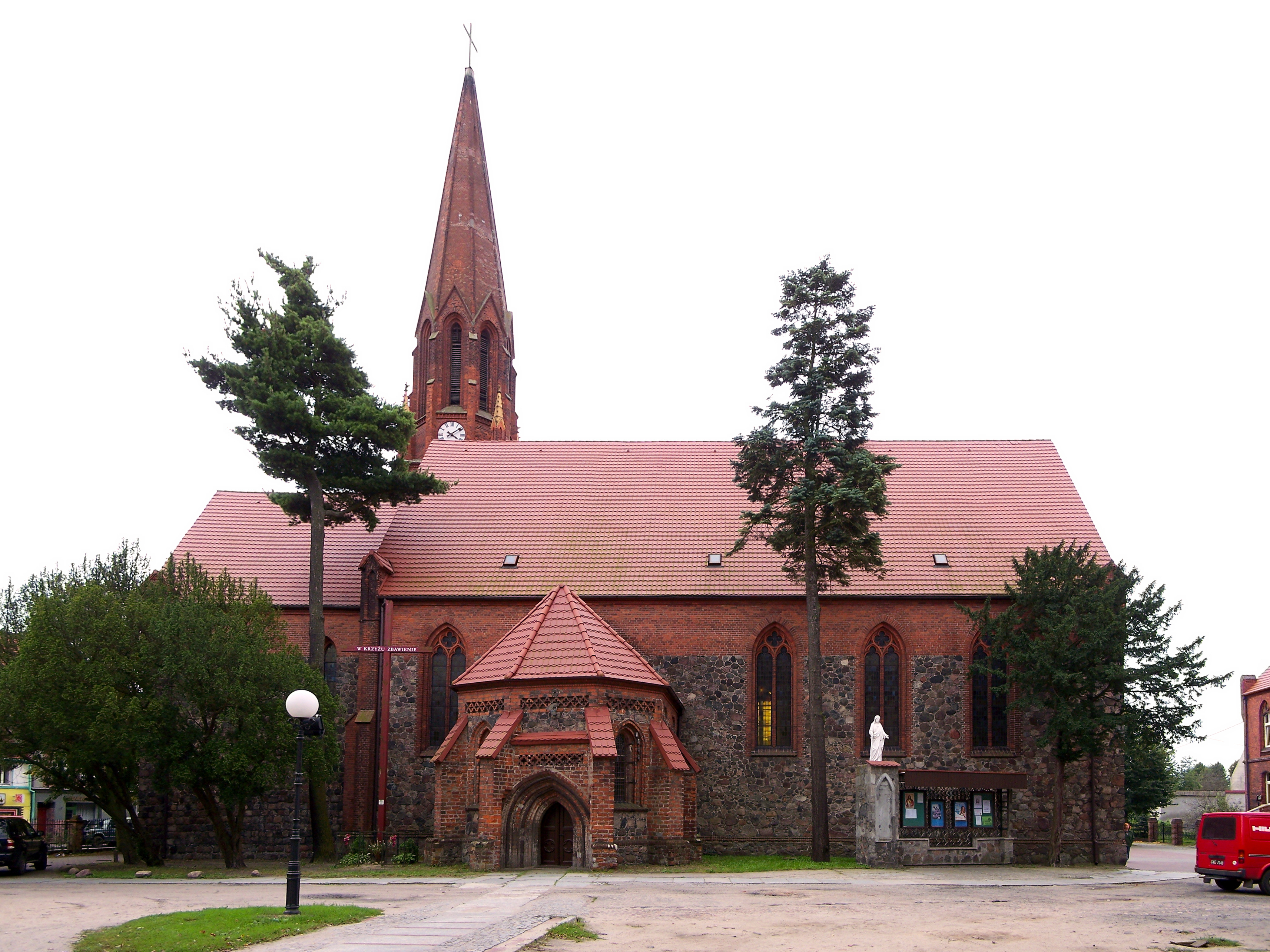
Gotycki kościół NSPJ w Rzepinie

  - Parafia Najświętszego Serca Pana Jezusa w Rzepinie
  - Kościół pw. Świętej Katarzyny
- Świadkowie Jehowy:
  - zbór Rzepin (Sala Królestwa)[24]

## Sport i rekreacja
W Rzepinie znajdują się następujące obiekty sportowe:
- Stadion Miejski przy ul. Poznańskiej; pojemność: 1000 miejsc w tym 630 siedzących
- hala widowiskowo-sportowa przy Zespole Szkół w Rzepinie
- boisko piłkarskie przy ul. Lipowej

Istnieje tu także Miejski Klub Sportowy „Ilanka” Rzepin, założony 17 grudnia 1965 roku w wyniku fuzji Kolejowego Klubu Sportowego „Kolejarz” Rzepin powstałego w 1948 roku i Szkolno-Gminnego KS „Jeleń” Rzepin. W roku 1976 Ilanka dokonała fuzji z Klubem Sportowym „Stal” Rzepin powstałym w 1970 roku. W sezonie 2023/2024 sekcja piłkarska klubu występuje w IV lidze lubuskiej. Charakterystyczne barwy zespołu: niebiesko-białe.
Ilanka posiada również sekcję atletyczną (Athletic Team). Zawodnicy sekcji wielokrotnie zdobywali medale Mistrzostw Świata i Europy w Wyciskaniu Sztangi Leżąc federacji WPC (World Powerlifting Congress) oraz WUAP (World United Amateur Powerlifting). Istnieje też sekcja brydża sportowego.
W lutym 2013 roku powstał Siatkarski Klub Sportowy „Piast” Rzepin. Występuje w III lidze seniorów.

## Przyroda
- Pomniki przyrody: dąb szypułkowy „Piast”, poza tym kilkanaście pojedynczych drzew – głównie starych dębów na terenie leśnictwa Nowy Młyn, dwie grupy sosen pospolitych (Nowy Młyn, Grodzisko koło Starościna), na terenie miasta także topole i wierzby, jedynym pomnikiem przyrody nieożywionej jest głaz narzutowy koło wsi Gajec.
- Najbliższe rezerwaty przyrody: torfowiskowy Torfowiska Sułowskie (obszar sieci Natura 2000, introdukowane stanowisko aldrowandy pęcherzykowatej)
- Kilkanaście użytków ekologicznych, większość z nich na terenach Lasów Państwowych, np. „Łąki”, „Wzdłuż Ilanki”, „Przy Ilance”, „Wokół Jeziora Popienko” (stanowisko wątlika błotnego).

### Puszcza Rzepińska
Od początku istnienia miasta wielkim atutem Rzepina były lasy, które go otaczały. Lasy nadane zostały miastu już przed XIV wiekiem, niestety na skutek pomyłki władz Rzepina podczas naliczania podatków w 1553 roku zostały skonfiskowane i pozostał jedynie skrawek rachitycznego drzewostanu. W okolicy Rzepina znajdowały się dwa lasy królewskie, co dowodzi jak obfite w zwierzynę łowną były te tereny. W XVIII wieku założone zostało nadleśnictwo oraz istniejąca do dziś leśniczówka Dąbrowa vel Osęka (obecnie część osady Rzepinek). Obecnie określenie Puszcza Rzepińska lub Brama Lubuska należy raczej traktować jako nazwę historyczną, ewentualnie synonimiczną dla Puszczy Lubuskiej, czyli dużych obszarów leśnych w woj. lubuskim w otoczeniu głównie Rzepina i Torzymia.
Rzepin jest siedzibą nadleśnictwa.

## Turystyka
Szlaki turystyczne
- Rzepin PKP – Rzepin rynek – Rzepin, ul. J. Kilińskiego – Rzepinek – Dąb „Piast” – Grodno – Jezioro Supno – Jezioro Głębokie – Sądów – Drzeniów (dalej do Krosna Odrzańskiego)
- Lubuska droga Św. Jakuba (250 km odcinek z Murowanej Gośliny do Słubic)[27]

Trasy rowerowe
- Słubice – Drzecin – Stare Biskupice – Nowe Biskupice – Gajec – Rzepin – Rzepinek – Nowy Młyn – Jerzmanice Lubuskie – Radzikówek – Radzików – Sądów – Cybinka – Białków – rez. „Młodno” – Krzesin[28]

## Administracja

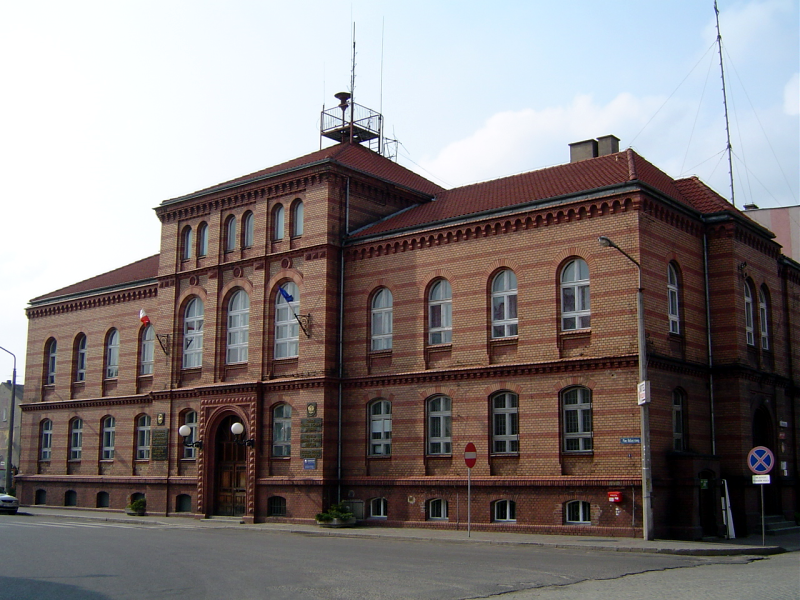
Ratusz w Rzepinie

### Burmistrzowie
- ok. 1769: Christoph Schmiedicke (1725–1800)
- ok. 1806: David Stubenrauch (1774–1839)
- 1974–1979: Dionizy Wiatr (Naczelnik Miasta Rzepin)
- 2002–2006: Edward Chocianowski (KWW SLD-UP, członek SLD)
- 2006–2014: Andrzej Skałuba (KWW Rzepińskie Porozumienie Samorządowe, członek PO)
  - 2006–2010: wiceburmistrz Sławomir Dudzis
  - 2010–2014: wiceburmistrz Wojciech Skwarek
- od 2014: Sławomir Dudzis (KWW Sławomira Dudzisa)
  - od 2014: wiceburmistrz Krystian Pastuszak

### Przewodniczący Rady Miejskiej
- 2010–2014: Robert Łukaszewicz (KWW Omega Rzepin)
  - 2010–2014: wiceprzewodniczący Jarosław Dudzis (KWW Omega Rzepin)
  - 2010–2014: wiceprzewodniczący Damian Utracki (KWW Regionaliści Rzepin)
- od 2014: Damian Utracki (KWW Regionaliści Rzepin)
  - od 2014: wiceprzewodniczący Józef Olesek (KWW Nasza Gmina Rzepin)
  - od 2014: wiceprzewodniczący Andrzej Pych (KWW Nasza Gmina Rzepin)

## Współpraca międzynarodowa
Miasta i gminy partnerskie: Hoppegarten, Niemcy